# Vol Pulkovo Airlines 612
Le vol Pulkovo Airlines 612 est un vol intérieur régulier de passagers, opéré par un Tupolev Tu-154 de Pulkovo Airlines, reliant l'aéroport d'Anapa à l'aéroport de Poulkovo, à Saint-Pétersbourg. Le 22 août 2006, l'avion s'est écrasé dans l'oblast de Donetsk, dans l'est de l'Ukraine, près de la frontière russe. Les 160 passagers et 10 membres d'équipage à bord périssent dans l'accident.
À l'époque, il s'agissait du deuxième accident aérien le plus meurtrier survenu en Ukraine, après la collision aérienne de Dniprodzerjynsk, survenue en août 1979. Ce bilan a finalement été dépassé en 2014, lorsque le vol Malaysia Airlines 17 a été abattu en vol, à 64 km à l'est de l'endroit où le vol 612 s'est écrasé, tuant les 298 personnes à bord.

## Avion et équipage
Le vol 612 est desservi par un Tupolev Tu-154M, immatriculé RA-85185 (numéro de série 91A894). Ce triréacteur moyen-courrier a été fabriqué en 1991 et a été en service pendant 24 215 heures de vol au moment de l'accident. Il a d'abord volé au sein de la compagnie aérienne chinoise Sichuan Airlines, avec comme immatriculation B-2626, jusqu'à ce que Pulkovo Airlines l'acquière en 2001.
Le commandant de bord, Ivan Ivanovitch Korogodine (49 ans), totalise 12 312 heures de vol à son actif, dont 5 956 en tant que commandant sur Tu-154. Le copilote, Vladimir Vladimirovitch Onichtchenko (59 ans), cumule 11 876 heures de vol à son actif, dont 2 200 heures sur Tu-154. Andreï Nikolaïevitch Khodnévitch (23 ans), alors pilote en formation, est également présent à bord de l'avion et n'a alors effectué que 189 heures de vol, dont 88 sur Tu-154. Le navigateur, Igor Iourévitch Levtchenko (36 ans), a effectué 7 848 heures de vol, dont 5 596 sur Tu-154. Le mécanicien navigant, Viktor Petrovich Makarov (51 ans), totalise 9 064 heures de vol, dont 6 701 heures sur Tu-154.

## Déroulement du vol
Le vol 612 de la compagnie aérienne Pulkovo Airlines, une compagnie aérienne russe basée à Saint-Pétersbourg, a décollé de la station balnéaire d'Anapa, dans le sud de la Russie, à 15h04 (heure de Moscou), à destination de Saint-Pétersbourg.
Une demi-heure plus tard, des orages éclatèrent à proximité de la position de l'avion, qui entra alors dans une zone de fortes turbulences. En conséquence, à 15h33, l'équipage demanda et obtint la permission de monter au niveau de vol FL390 (39 000 pieds, 12 000 m). Quelques minutes plus tard, ils signalèrent au contrôle aérien avoir atteint ce niveau de vol.
À 15h35, l'équipage désengage le pilote automatique. Presque immédiatement, l'alarme de décrochage retentit dans le cockpit, puis l'angle d'attaque a augmenté jusqu'à atteindre 46°, tandis que sa vitesse est tombée à zéro. L'équipage envoie un signal de détresse, puis l'appareil disparaît des écrans radars. 
Il entre dans une vrille a plat (Deep stall, spin, flat spin,super-décrochage ou vrille), dont l'équipage n'a pas pu sortir à temps. Deux des trois moteurs s'éteignent le mécanicien naviguant remarque cela et dit "FLAMEOUT ǃ DECEND NOW VAYNA FLAMOUT" Et l'équipage communique avec le contrôle aérien pendant le décrochage, signalant une descente incontrôlée vers le sol. À l'intérieur du cockpit, au fur et à mesure que le temps passe, le stress augmente et l'équipage finit par être très angoissé par la situation, en particulier dans les derniers instants avant le crash Nikolaïevitch Khodnévitch diras aussi des phrases touchante comme "i'm still young ǃ" Juste avant l'impacte Nikolaïevitch Khodnévitch dit "i love you maǃ". À 15h38, le vol 612 s'écrase à 45 km au nord-ouest de Donetsk, près du village de Soukha Balka, dans l'est de l'Ukraine, tuant les 170 personnes présentes à bord.
Environ 260 secouristes sont arrivés sur les lieux du crash, dont l'accès avait été bloqué par les autorités locales. Le champ de débris et de corps faisait environ 400 m de long. Le lendemain de l'accident, les services d'urgence ukrainiens avaient terminé leurs recherches de corps, confirmant que les 170 personnes à bord avaient toutes péri. En raison de la force considérable de l'impact et de l'incendie qui a suivi le crash, les secouristes pensaient qu'il serait très difficile d'identifier la majorité des victimes sur place. L'appareil s'est écrasé sur le ventre, dans une zone marécageuse, et s'est désintégré lors de l'impact avec le sol.

## Victimes
Il y avait 160 passagers et 10 membres d'équipage à bord de l'avion. Parmi les passagers, 115 étaient des adultes, dont huit avaient plus de 60 ans, et 45 des enfants de moins de 12 ans. Cinq passagers avaient plusieurs nationalités en plus de la nationalité russe, dont deux Allemands, un Finlandais, un Français et un Néerlandais.

## Enquête et causes de l'accident
La recherche des enregistreurs de vol, interrompue pendant la nuit, s'est terminée le lendemain de l'accident, lorsque les deux enregistreurs ont été retrouvés et transportés à Moscou pour l'analyse des données de vol.
Le Comité inter-étatique sur l'aviation (IAC), après le décodage initial des données des enregistreurs de vol, a émis plusieurs recommandations de sécurité conseillant d'éviter d'entrer dans des zones orageuses, de respecter toutes les limitations de hauteur maximale en fonction de la masse de l'avion et de la température extérieure et d'améliorer la formation des pilotes lorsqu'ils se trouvent dans ce type de situations.
Le rapport final de l'IAC conclut :

« L'accident du vol 612 a été causé par le fait que l'avion était piloté manuellement avec une incidence excessivement élevée, ce qui a provoqué un décrochage à haute altitude, suivi d'une vrille à plat et d'une collision avec le sol à une vitesse verticale élevée. Le manuel de vol et les programmes de formation de l'équipage ne fournissaient aucune instruction sur le contrôle manuel du tangage et la compensation de l'assiette pendant le vol à haute altitude. L'absence de simulateurs appropriés a contribué au manque de compétences de l'équipage. Tout en évitant les zones d'orages et de turbulences, l'équipage a laissé l'avion entrer dans des oscillations au niveau du tangage qui dépassaient la limite opérationnelle de l'avion. Le manque de contrôle de la vitesse et le non-respect du manuel de vol pour éviter et récupérer un décrochage ainsi qu'une mauvaise gestion des ressources de l'équipage (CRM) ont permis à la situation de dégénérer vers une catastrophe. »

## Conséquences

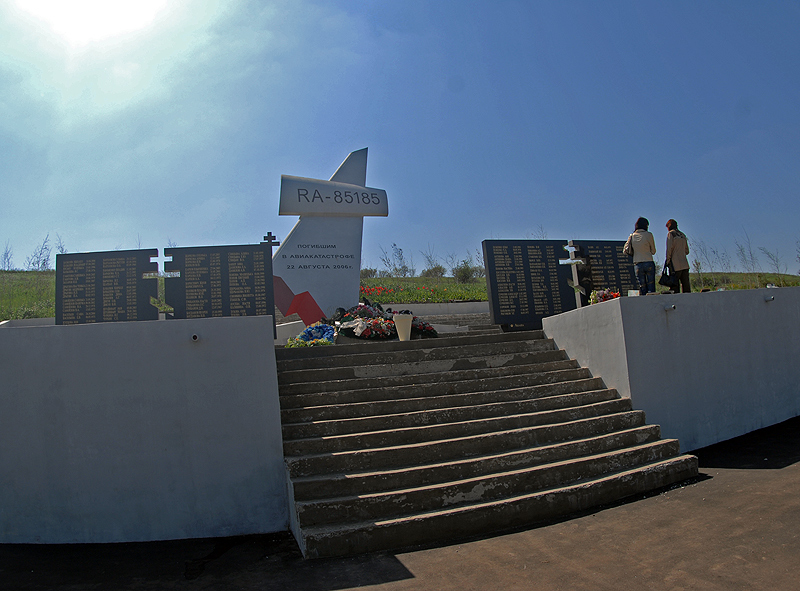
Mémorial en souvenir des victimes de l'accident.

L'Ukraine a célébré une journée de deuil nationale, pour les personnes tuées dans l'accident, le mercredi 23 août et a décalé la célébration de son 15e Jour de l'indépendance, du 24 août au 26 août. La Russie a également célébré une journée de deuil nationale le jeudi 24 août, deux jours après l'accident.